# Phallostethus cuulong
Phallostethus cuulong is een straalvinnige vissensoort uit de familie van dwergaarvissen (Phallostethidae). De wetenschappelijke naam van de soort is voor het eerst geldig gepubliceerd in 2012 door Shibukawa, Tran en Tran.
Het geslachtsorgaan van de mannetjesvissen, waarmee ze de vrouwtjesvissen vastgrijpen en bevruchten, hangt aan hun keel.

## Voorkomen
De soort komt voor in de Vietnamese Mekong met name in ondiep water (< 1,2 meter diep) rond banken in de langzaam stromende armen van de rivier met een zachte en modderige bodem.